# Petrovský rajón
Petrovský rajón (ukrajinsky Петрівський район) byl rajón v Kirovohradské oblasti na Ukrajině. Hlavním městem bylo Petrove a rajón měl přibližně 23 tisíc obyvatel. 

## Sídla v rajónu
- Balachivka
- Petrove